# Computus (Osterrechnung)
Der Computus ist eine Kurzbezeichnung für die Osterrechnung, die Vorschrift zur Berechnung des jährlich veränderlichen Osterdatums. Im allgemeinen Sinne bedeutet Computus Rechnen mit Zeit.
Die Computisten (Osterrechner) arbeiteten im Auftrag des Papstes. Bei der gregorianischen Kalenderreform 1582 wurde der Kalender mit hoher Genauigkeit an das Sonnenjahr und den Mondmonat (Lunation) angepasst und die Rechenvorschrift zur Bestimmung des Osterdatums entsprechend neu formuliert und veröffentlicht, sodass das Osterdatum ohne besondere Vorkenntnisse kontrolliert oder ermittelt werden kann. Die im Mittelalter wichtige mathematische Disziplin der Computistik oder Komputistik (Osterrechnung) verlor dadurch schlagartig an Bedeutung.
Die Feiertags-Regelung gehört heute in den meisten Ländern formal zur Hoheit des Staates, für Ostern und die von ihm abhängigen Feiertage wird aber nirgends vom Computus-Ergebnis der Kirchen abgewichen. In Deutschland stellt die Physikalisch-Technische Bundesanstalt eine unverbindliche Osterrechnung mithilfe einer ergänzten Gaußschen Osterformel an.

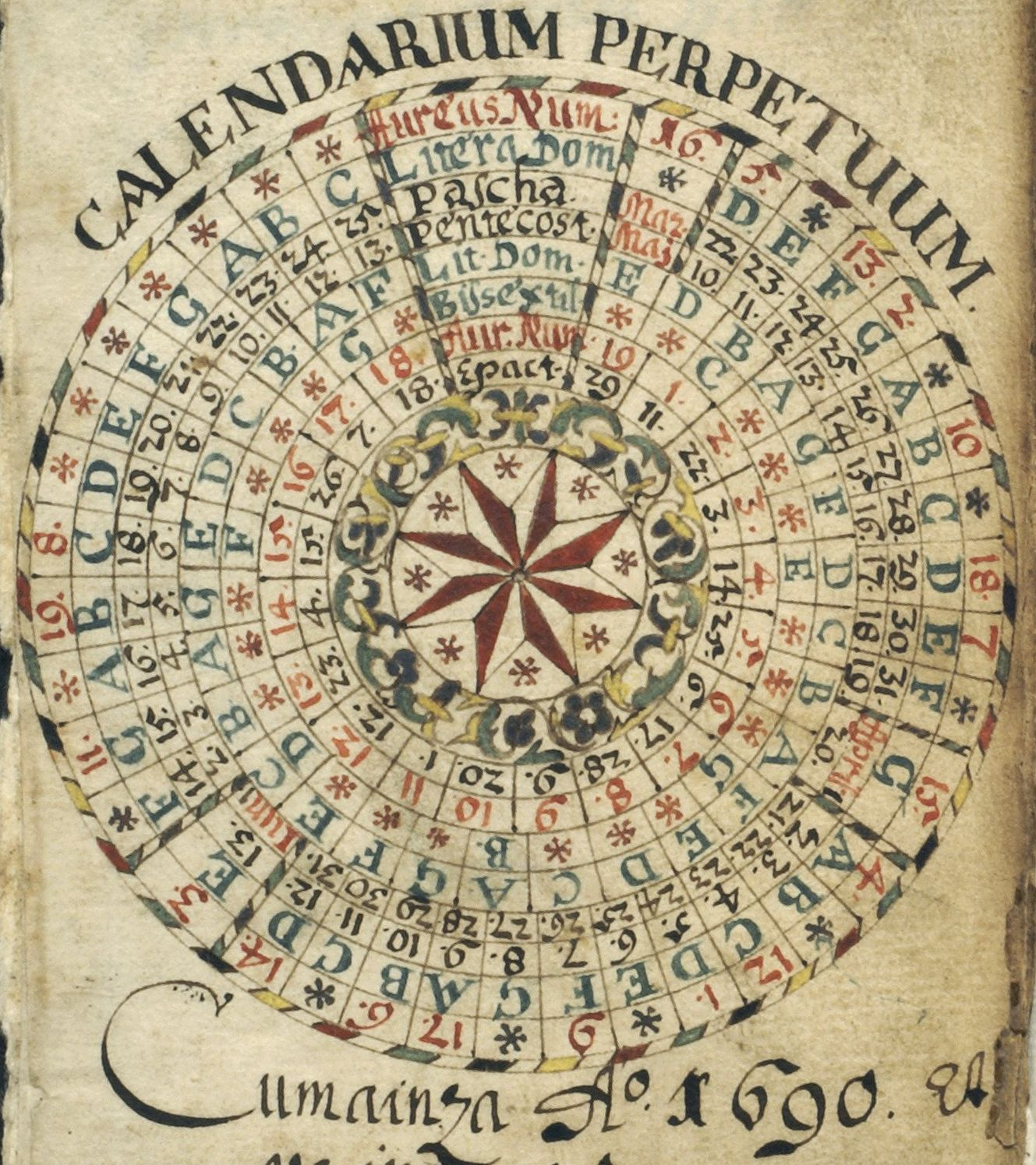
Computus-Tafel und Ewiger Kalender als Kreisscheibe, gültig für den julianischen Kalender

## Osterdatum und Osterrechnung
Die Bindung des Ostertermins an den Frühlingsvollmond stammt aus den Anfängen der Christenheit, als noch der Jüdische Lunisolarkalender benutzt wurde. Die Kreuzigung Jesu fand am 14. Tag des Jüdischen Monats Nisan statt, das war der Tag des Frühlingsvollmonds. Diese Bindung wurde bereits im frühen Mittelalter fest vereinbart. Die Übertragung auf den julianischen Kalender im Detail wurde zwar nicht ganz genau, aber eindeutig formuliert. Das verwendete Rechen-Hilfsmittel, das im julianischen, später im gregorianischen Sonnenkalender durch den Frühlingsmonat wandernde Datum des Frühlingsvollmondes im Voraus richtig anzugeben, war bis in die Neuzeit im etwa zur gleichen Zeit entstandenen Begriff Computus für Rechnen mit Zeit eingeschlossen. Der genauere Begriff war computus paschalis. Erst als der Computer das lateinische Stammwort computare aufgesogen hatte, wurde Computus in seiner allgemeinen Bedeutung bedeutungslos. Er blieb nur in seiner Beschränkung auf die Osterrechnung erhalten. Computus paschalis heißt seitdem kurz Computus.
Der Todestag Jesu war ein Freitag, der Karfreitag. Der dritte Tag, der Tag seiner Auferstehung, war ein Sonntag. Beide Jahrestage wandern durch die sieben Wochentage. Die Christenheit einigte sich aber darauf, dass Todestag und Tag der Auferstehung im Gedenken immer ein Freitag und ein Sonntag sind, und bestimmte den ersten Sonntag nach dem Frühlingsvollmond als Ostersonntag.
Die Osterrechnung hat vom zunächst gefundenen Tag des Frühlingsvollmondes noch auf den folgenden Sonntag zu schließen. Die einzige feste Bestimmung ist der 21. März für den Tag des Frühlingsanfangs als ausreichende Näherung an die tatsächliche Frühlingstagundnachtgleiche. Die von den Gelehrten (Computisten, Astronomen und Mathematiker) errechneten künftigen Osterdaten wurden im Mittelalter als Ostertafeln herausgegeben. Arbeitsergebnis konnte auch ein Ewiger Kalender sein, mit dessen Hilfe sich der Ostersonntag eines Jahres individuell ermitteln ließ.
Von mehreren Ansätzen, den Kalender in Übereinstimmung mit den astronomischen Perioden von Sonne und Mond zu halten, setzte sich der in Alexandria im 3. Jahrhundert entwickelte durch, wobei ein Zyklus von 19 Jahren – der Mondzirkel oder Metonzyklus – zugrunde gelegt wurde. In Rom wurde ursprünglich ein Zyklus von 84 Jahren benutzt, der etwas ungenauer ist. Das Alexandrinisch-Dionysische Vorgehen wurde vom römischen Abt Dionysius Exiguus im 6. Jahrhundert übernommen und im Abendland verbreitet. Dabei halfen ihm die Verdienste, die er sich bei der Bestimmung der Geburt Christi als Epoche (Anfang) der christlichen Ära erwarb. Der gelehrte englische Mönch Beda Venerabilis hat den auf dem Metonzyklus beruhenden Computus im 8. Jahrhundert in der gesamten christlichen Westkirche durchgesetzt und als erster einen vollständigen Osterzyklus für die Jahre 532 bis 1063 angefertigt. Die Osterdaten für den dritten Osterzyklus von 1064 bis 1595 berechnete Abbo von Fleury. 1582, kurz vor dem Ende dieser Periode fand die gregorianische Kalenderreform statt, bei der der Kalender und der Algorithmus für die Osterrechnung besser den beiden zugrundeliegenden astronomischen Perioden angepasst und neue künftige Osterdaten veröffentlicht wurden.

## Der Computus im julianischen Kalender
| EP | GZ | Datum     | TB |
| -- | -- | --------- | -- |
| 23 | 16 | 21. März  | C  |
| 22 | 5  | 22. März  | D  |
|    |    | 23. März  | E  |
| 20 | 13 | 24. März  | F  |
| 19 | 2  | 25. März  | G  |
|    |    | 26. März  | A  |
| 17 | 10 | 27. März  | B  |
|    |    | 28. März  | C  |
| 15 | 18 | 29. März  | D  |
| 14 | 7  | 30. März  | E  |
|    |    | 31. März  | F  |
| 12 | 15 | 1. April  | G  |
| 11 | 4  | 2. April  | A  |
|    |    | 3. April  | B  |
| 9  | 12 | 4. April  | C  |
| 8  | 1  | 5. April  | D  |
|    |    | 6. April  | E  |
| 6  | 9  | 7. April  | F  |
|    |    | 8. April  | G  |
| 4  | 17 | 9. April  | A  |
| 3  | 6  | 10. April | B  |
|    |    | 11. April | C  |
| 1  | 14 | 12. April | D  |
| 0  | 3  | 13. April | E  |
|    |    | 14. April | F  |
| 28 | 11 | 15. April | G  |
|    |    | 16. April | A  |
| 26 | 19 | 17. April | B  |
| 25 | 8  | 18. April | C  |
|    |    | 19. April | D  |
|    |    | 20. April | E  |
|    |    | 21. April | F  |
|    |    | 22. April | G  |
|    |    | 23. April | A  |
|    |    | 24. April | B  |
|    |    | 25. April | C  |

| EP | GZ | Datum     | TB |
| -- | -- | --------- | -- |
| 23 |    | 21. März  | C  |
| 22 | 14 | 22. März  | D  |
| 21 | 3  | 23. März  | E  |
| 20 |    | 24. März  | F  |
| 19 | 11 | 25. März  | G  |
| 18 |    | 26. März  | A  |
| 17 | 19 | 27. März  | B  |
| 16 | 8  | 28. März  | C  |
| 15 |    | 29. März  | D  |
| 14 | 16 | 30. März  | E  |
| 13 | 5  | 31. März  | F  |
| 12 |    | 1. April  | G  |
| 11 | 13 | 2. April  | A  |
| 10 | 2  | 3. April  | B  |
| 9  |    | 4. April  | C  |
| 8  | 10 | 5. April  | D  |
| 7  |    | 6. April  | E  |
| 6  | 18 | 7. April  | F  |
| 5  | 7  | 8. April  | G  |
| 4  |    | 9. April  | A  |
| 3  | 15 | 10. April | B  |
| 2  | 4  | 11. April | C  |
| 1  |    | 12. April | D  |
| 0  | 12 | 13. April | E  |
| 29 | 1  | 14. April | F  |
| 28 |    | 15. April | G  |
| 27 | 9  | 16. April | A  |
| 26 |    | 17. April | B  |
| 25 | 17 | 18. April | C  |
| 24 | 6  | 19. April | D  |
|    |    | 20. April | E  |
|    |    | 21. April | F  |
|    |    | 22. April | G  |
|    |    | 23. April | A  |
|    |    | 24. April | B  |
|    |    | 25. April | C  |

### Vollmonddatum im Mondzirkel
Zuerst ist der Tag des Frühlingsvollmondes festzustellen. In einem Zyklus (Mondzirkel) von 19 Jahren besteht eine feste Zuordnung des Vollmonddatums zum Kalender-Jahr. Der Vollmond fällt auf 19 verschiedene Tage zwischen dem 21. März und dem 18. April. Die Zuordnung zwischen Kalenderjahr und einem der 19 Daten erfolgt mit der Hilfsgröße Goldene Zahl GZ, diese wird aus der Jahreszahl j nach der Definitionsgleichung bestimmt
GZ = (j + 1) mod 19.
GZ = 0 *), 1, … , 17 oder 18.
*) Die Computisten schrieben anstatt der Null, die sie erst später kennenlernten, den Teiler, hier 19.
Goldene Zahl und Vollmonddatum werden paarweise in eine Tabelle geschrieben, wie in den zwei mittleren Spalten der links abgebildeten Tabelle. Gemäß historischer Definition gehört zu GZ=1 der 5. April. Bei Erhöhung von GZ um 1 ist das Datum um 11 Tage früher, im Fall einer dabei auftretenden Unterschreitung des 21. März aber stattdessen 19 Tage später anzusetzen. Nach 19 Jahren gilt wieder GZ=1 und der Frühlingsvollmond ist wieder am 5. April.
Dionysius wählte das Jahr 532 als das erste Jahr eines Mondzirkels, dabei stellte er Mondneulicht am 23. März fest. Der 14. Tag danach (23. März mit gezählt) war der 5. April, der gemäß damaliger Methode als Vollmondtag galt.

### Osterdatum im Sonnenzirkel
Weil das Vollmonddatum auf jeden Wochentag fallen kann, Ostern aber immer an einem Sonntag ist, muss das Datum des folgenden Sonntags festgestellt werden. Die Wochentage verfrühen sich von Jahr zu Jahr um 1 Kalendertag und nach einem Schalttag nochmals um 1 Kalendertag. Die Zuordnung des Wochentages zu einem Datum wiederholt sich in einem Sonnenzirkel von 28 Jahren ( =7·4 ; 7 Wochentage, 4-Jahre-Schaltperiode). Sie erhalten zunächst eine fortlaufende Nummer von 0 bis 27, den Sonnenzirkel SZ.
SZ = (j + 9) mod 28; Ergebnis: SZ = 0*), 1, … , 26 oder 27.
*) Die Computisten schrieben anstatt der Null, die sie erst später kennenlernten, den Teiler, hier 28.
Kennzeichen innerhalb des Sonnenzirkels ist der Sonntagsbuchstabe SB jedes dieser 28 Jahre. Man teilt den Tagen eines Jahres Buchstaben von A bis G zu. Der 1. Januar bekommt das A, der 2. Januar das B und der 7. Januar das G. Am 8. Januar beginnt die nächste Reihe wieder mit A usf. Die Zuordnung der Tagesbuchstaben an den Wochentag eines Datums gilt aber nur für ein Jahr, denn bekanntlich besteht dieses nicht aus einer ganzen Zahl von Wochen. So hat zum Beispiel der erste Sonntag im Jahr immer ein anderes Datum und damit einen anderen Tagesbuchstaben. Seinen Tagesbuchstaben bezeichnet man als den Sonntagsbuchstaben des betreffenden Jahres.
| erster Sonntag des Jahres am:       | 1. | 2. | 3. | 4. | 5. | 6. | 7. | Januar |
| Sonntagsbuchstabe SB dieses Jahres: | A  | B  | C  | D  | E  | F  | G  |        |

In einem Jahr ohne Schalttag mit SB=A ist am 1. Januar Sonntag, aber auch am 26. März, am 2. April, ... und am 23. April. In einem Jahr mit SB=C ist am 3. Januar Sonntag, aber auch am 21. März, am 28. März, ... und am 25. April. In der Computus-Tabelle (links) sind die Kalender-Tage mit Tagesbuchstaben TB versehen (letzte Spalte). Mit Hilfe des Sonntagsbuchstabens sind die für Ostern möglichen Sonntage erkennbar (SB=A noch der 9. April und der 16. April; bei SB=3 noch der 4. April und der 11. April).
Die Zuordnung zum Sonnenzirkel SZ wird mit folgender Aufstellung gezeigt.
| SZ | 0 | 1* | 2 | 3 | 4 | 5* | 6 | 7 | 8 | 9* | 10 | 11 | 12 | 13* | 14 | 15 | 16 | 17* | 18 | 19 | 20 | 21* | 22 | 23 | 24 | 25* | 26 | 27 |
| SB | A | F  | E | D | C | A  | G | F | E | C  | B  | A  | G  | E   | D  | C  | B  | G   | F  | E  | D  | B   | A  | G  | F  | D   | C  | B  |

*) Ein Schaltjahr hat zwei Sonntagsbuchstaben. Bei der Einschiebung des Schalttages wird der Sonntagsbuchstabe SB um einen weiteren Buchstaben im Alphabet verschoben. Die Tabelle enthält nur den zweiten, den für Ostern relevanten Sonntagsbuchstaben.

### Gebrauch der julianischen Computus-Tabelle
1. Berechnet werden die Goldene Zahl GZ und der Sonnenzirkel SZ.

2. Mit dem Wert für SZ findet man in der Aufstellung SB von SZ den Sonntagsbuchstaben SB.

3. Mit dem Wert für GZ findet man in der Computus-Tabelle das Vollmond-Datum (zwischen 21. März und 18. April).

4. Der Oster-Sonntag ist 1 bis 7 Tage später. Er ist derjenige Kalendertag, dessen Tagesbuchstabe TB (Computus-Tabelle, 4. Spalte) dem unter 2. gefundenen Sonntagsbuchstaben SB gleich ist.

Beispiel: Jahr 1580

GZ = (1580+1) mod 19 = 4;  SZ = (1580+9) mod 28 = 21 → SB = B

Frühlings-Vollmond am 2. April; Oster-Sonntag am 3. April

## Der Computus im gregorianischen Kalender

### Reform-Gründe
Die Festlegung des Osterdatums im julianischen Kalender erfolgt auf Grund zweier Vereinfachungen. Die Zählungen von Mondmonaten einerseits und Sonnenjahren andererseits werden über den anfänglich für fehlerfrei gehaltenen Mondzirkel gegenseitig synchronisiert. Folgende Gleichung wird dafür verwendet:
235 m = 19 j       ( m = Mond-Monat (Lunation) = 29,53059 d ;   j = Sonnenjahr = 365,24219 d ;   d = Tag ;   die Zahlenwerte sind die heute als richtig geltenden).
Im julianischen Kalender werden dem Mondzirkel 6.939,75 Tage zugeordnet. Setzt man die richtigen Werte für m und j ein, erhält man
19 j = 6.939,6016 d     beziehungsweise     235 m = 6.939,6887 d.
Das zeigt,
- dass das julianische Kalenderjahr mit 365,25 Tagen etwa 0,0078 Tage (128 Kalenderjahre etwa einen Tag) gegenüber dem Sonnenjahr zu lang ist: Ungenauigkeit 1)
(Rechnung 365,25 – 365,2422 = 0,0078),
- dass 235 Mond-Monate etwa 0,0613 Tage zu kurz für 19 Kalenderjahre (3.834 Mondmonate etwa einen Tag für etwa 310 Kalenderjahre) sind: Ungenauigkeit 2)
(Rechnung 6939,75 – 6939,6887 = 0,0613).

Die beiden Ungenauigkeiten führten dazu, dass das Kalenderjahr nach einigen Jahrhunderten nicht mehr mit den Jahreszeiten übereinstimmte, und dass die Oster-Rechnung wegen des falsch vorausgesagten Frühlingsvollmond-Datums mit der Zeit fehlerhaft wurde.
Beim im alten Rom angewendeten 84-Jahre-Zyklus (84 julianische Kalenderjahre zu 30.681 Tagen werden 1.039 Mond-Monaten gleichgesetzt) ist der Fehler etwa fünfmal größer: 812 Mondmonate sind etwa einen Tag für bereits etwa 66 Kalenderjahre zu kurz.
Deshalb wurde die 84-Jahre-Methode zu Recht von der Alexandrinisch-Dionysischen 19-Jahre-Methode verdrängt.

### Das Wesen der gregorianischen Reform
Das Wesen der Reform bestand darin, dass das Zählschema, das der julianische Kalender bot, verallgemeinert und damit zukunftsfest gemacht wurde. Der gregorianische Kalender ist nicht ein grundsätzlich anderer, sondern ein flexibilisierter julianischer Kalender.
Das zeitrechnerische Fundament – der Mondzirkel – wird auch künftig immer wenigstens ein Jahrhundert lang ohne Korrektur angewendet. Die Korrekturen erfolgen in Säkularjahren:
- Ungenauigkeit 1) verlangt spätestens nach etwa 128 Jahren eine Korrektur von einem Tag. Die Festlegung, in 400 Jahren dreimal alle 100 Jahre und am Ende dieser Periode nicht zu korrigieren, ist die sogenannte Sonnengleichung. Sie wird im Durchschnitt etwa alle 133 Jahre angewendet.
- Ungenauigkeit 2) verlangt spätestens nach etwa 312 Jahren eine Korrektur von einem Tag. Die Festlegung, in 2.500 Jahren siebenmal alle 300 Jahre und das achte Mal am Ende dieser Periode zu korrigieren, ist die sogenannte Mondgleichung. Sie wird im Durchschnitt alle 312,5 Jahre angewendet.

### Korrektur der aufgelaufenen Kalender-Fehler

#### Aus Ungenauigkeit 1)
Wegen des zu langen Kalenderjahres waren bis zur Reform im Jahr 1582 fast zwei Wochen Verspätung gegenüber den Jahreszeiten entstanden. Man ließ zehn Tage im Kalender ausfallen (dem 4. Oktober 1582 folgte unmittelbar der 15. Oktober). Damit war die Situation zur Zeit des Konzils von Nicäa wiederhergestellt. Der anfänglich am 23. März (Julius Cäsar, 45 v. Chr.) stattfindende Frühlingsanfang hatte sich damals (325 n. Chr.) auf den 21. März verschoben, der vom Konzil als fixes Datum für die Oster-Rechnung festgelegt wurde.
Kontrollrechnung: (1582−325)·0,0078 = 9,8 Tage.

#### Aus Ungenauigkeit 2)
Bei der Einrichtung des Computus war die Ungenauigkeit 2) nicht bekannt. Man nahm an, dass 235 tatsächliche Mondmonate (Lunationen) genau (oder ausreichend genau) so lang wie 19 Kalenderjahre seien. Zur Zeit der Reformation wusste man, dass Ostern nicht nur wegen des zu langen Kalenderjahres, sondern auch wegen dieser Ungenauigkeit nicht richtig ermittelt werden konnte. Der aufgelaufene Fehler betrug etwa drei Tage. Um diese Differenz wurden die Vollmonddaten im Kalenderjahr 1582 auf früher verschoben.

#### Beispiel
GZ=1, Verschiebung des Frühlings-Vollmondes vom 5. auf den 2. April (beziehungsweise auf den 12. April, nachdem zehn Tage übersprungen waren).
Die Maßnahme deckte sich annähernd mit der Bestimmung des Frühlingsvollmondes und der Synchronisation des Computus mit diesem Datum im Jahre 532 durch Dionysius Exiguus.
Kontrollrechnung: (1582−532)·0,0613/19 = 3,4 Tage.

### Korrektur des Kalenderjahres
| EP | GZ | Datum     | TB |
| -- | -- | --------- | -- |
| 23 |    | 21. März  | C  |
| 22 | 14 | 22. März  | D  |
| 21 | 3  | 23. März  | E  |
| 20 |    | 24. März  | F  |
| 19 | 11 | 25. März  | G  |
| 18 |    | 26. März  | A  |
| 17 | 19 | 27. März  | B  |
| 16 | 8  | 28. März  | C  |
| 15 |    | 29. März  | D  |
| 14 | 16 | 30. März  | E  |
| 13 | 5  | 31. März  | F  |
| 12 |    | 1. April  | G  |
| 11 | 13 | 2. April  | A  |
| 10 | 2  | 3. April  | B  |
| 9  |    | 4. April  | C  |
| 8  | 10 | 5. April  | D  |
| 7  |    | 6. April  | E  |
| 6  | 18 | 7. April  | F  |
| 5  | 7  | 8. April  | G  |
| 4  |    | 9. April  | A  |
| 3  | 15 | 10. April | B  |
| 2  | 4  | 11. April | C  |
| 1  |    | 12. April | D  |
| 0  | 12 | 13. April | E  |
| 29 | 1  | 14. April | F  |
| 28 |    | 15. April | G  |
| 27 | 9  | 16. April | A  |
| 26 |    | 17. April | B  |
| 25 | 17 | 18. April | C  |
| 24 | 6  | 19. April | D  |
|    |    | 20. April | E  |
|    |    | 21. April | F  |
|    |    | 22. April | G  |
|    |    | 23. April | A  |
|    |    | 24. April | B  |
|    |    | 25. April | C  |

Der julianische Kalender und seine modifizierte Form, der gregorianische Kalender, sind sogenannte solilunare Kalender, nämlich Kalender mit der „Sonne im Vordergrund“ und dem „Mond im Hintergrund“. Dass mit der in Säkularjahren anders gehandhabten Schaltregel (Sonnengleichung) das Kalenderjahr besser ans Sonnenjahr angepasst wurde, ist folglich auch bekannter als die Anwendung der Mondgleichung.
Der Fehler zwischen dem julianischen Kalenderjahr und dem Sonnenjahr betrug 0,0078 Tage. Er wurde auf 0,0003 Tage verkleinert, ein unbedeutender Restfehler, der erst nach etwa 3220 Jahren einen Tag ausmacht.

### Korrekturen des Vollmonddatums
Das vorausgesagte Vollmonddatum, im Besonderen das des ersten Frühlingsvollmondes, künftig besser mit dem Auftreten des tatsächlichen Vollmondes zu koordinieren, war die im Bewusstsein der Öffentlichkeit „im Hintergrund“ gelöste Aufgabe. Von beiden den Reformern gestellten Aufgaben war sie die anspruchsvollere.
Dabei geht es um die Beseitigung des Fehlers aus Ungenauigkeit 2). Durch den Ausfall der 3 Schalttage in 400 Jahren (Beseitigung des Fehlers aus Ungenauigkeit 1)), wird aber das zu Grunde liegende, weiter anzuwendende 19-jährige Schema für die Angabe der Vollmond-Daten zunächst gestört. Die Störung wird rückgängig gemacht, indem alle Vollmonddaten, die einem Säkularjahr ohne Schalttag folgen, auf einen Tag später im Kalender verschoben werden. Die Sonnengleichung wird bezüglich des Mondes quasi mit umgekehrtem Vorzeichen angewendet. Verwirrung kann die Folge sein, wenn ohne Beachtung dieser Umkehr nur von der Anwendung der Sonnengleichung auf die Bestimmung des vorherzusagenden Vollmond-Datums gesprochen wird.
Eindeutig ist hingegen, von der Anwendung der Mondgleichung zu sprechen, wenn der Fehler aus der Ungenauigkeit 2) beseitigt wird. Die dabei anlässlich von acht innerhalb von 2.500 Jahren ausgewählten Säkularjahren vorgenommene Verschiebung des Vollmond-Datums erfolgt jeweils auf einen Tag früher im Kalender (umgekehrt als bei der Beseitigung der Störung durch die ausgefallenen Schalttage).
Der Korrektur-Zyklus begann im Jahre 1800 und wird im Jahre 2100 fortgesetzt. Zwischen dem Jahre 3900 und dem Beginn des nächsten Zyklus im Jahre 4300 beträgt der Sprung vier Jahrhunderte.

### Auswirkung der neuen Schaltregelung auf den Sonntagsbuchstaben
Bei jeder Anwendung der Sonnengleichung (das heißt ein ausfallender Schalttag) ändert sich die Zuordnung zwischen Sonnenzirkel SZ und Sonntagsbuchstaben SB im gregorianischen Kalender.
| SZ | 0 | 1* | 2 | 3 | 4 | 5* | 6 | 7 | 8 | 9* | 10 | 11 | 12 | 13* | 14 | 15 | 16 | 17* | 18 | 19 | 20 | 21* | 22 | 23 | 24 | 25* | 26 | 27 |                     |
| SB | D | CB | A | G | F | ED | C | B | A | GF | E  | D  | C  | BA  | G  | F  | E  | DC  | B  | A  | G  | FE  | D  | C  | B  | AG  | F  | E  | 1582–1699 2500–2599 |
| SB | E | DC | B | A | G | FE | D | C | B | AG | F  | E  | D  | CB  | A  | G  | F  | ED  | C  | B  | A  | GF  | E  | D  | C  | BA  | G  | F  | 1700–1799 2600–2699 |
| SB | F | ED | C | B | A | GF | E | D | C | BA | G  | F  | E  | DC  | B  | A  | G  | FE  | D  | C  | B  | AG  | F  | E  | D  | CB  | A  | G  | 1800–1899 2700–2899 |
| SB | G | FE | D | C | B | AG | F | E | D | CB | A  | G  | F  | ED  | C  | B  | A  | GF  | E  | D  | C  | BA  | G  | F  | E  | DC  | B  | A  | 1900–2099 2900–2999 |
| SB | A | GF | E | D | C | BA | G | F | E | DC | B  | A  | G  | FE  | D  | C  | B  | AG  | F  | E  | D  | CB  | A  | G  | F  | ED  | C  | B  | 2100–2199 3000–3099 |
| SB | B | AG | F | E | D | CB | A | G | F | ED | C  | B  | A  | GF  | E  | D  | C  | BA  | G  | F  | E  | DC  | B  | A  | G  | FE  | D  | C  | 2200–2299 3100–3299 |
| SB | C | BA | G | F | E | DC | B | A | G | FE | D  | C  | B  | AG  | F  | E  | D  | CB  | A  | G  | F  | ED  | C  | B  | A  | GF  | E  | D  | 2300–2499 3300–3399 |

 *) Ein Schaltjahr hat zwei Sonntagsbuchstaben. Bei der Einschiebung des Schalttages wird der Sonntagsbuchstabe SB um einen weiteren Buchstaben im Alphabet verschoben. Der für Ostern relevante Sonntagsbuchstabe in Schaltjahren ist immer der zweite, also der rechtsstehende.

### Gebrauch der gregorianischen Computus-Tabelle, 1900 bis 2199
1. Berechnet werden die Goldene Zahl GZ und der Sonnenzirkel SZ.
2. Mit dem Wert für SZ findet man in der Aufstellung SB von SZ den Sonntagsbuchstaben SB.
3. Mit dem Wert für GZ findet man in der Computus-Tabelle das Vollmond-Datum (zwischen 21. März und 18. April).
    Wird der 19. April oder der 18. April ermittelt, treten Ausnahmeregeln in Kraft (siehe unten: Ausnahmeregeln im gregorianischen Kalender).
4. Der Oster-Sonntag ist 1 bis 7 Tage später. Er ist derjenige Kalendertag, dessen Tagesbuchstabe TB (Computus-Tabelle, 4. Spalte) dem unter 2. gefundenen Sonntagsbuchstaben SB gleich ist.

Beispiel: Jahr 2009

GZ = (2009+1) mod 19 = 15; SZ = (2009+9) mod 28 = 2 → SB = D

Frühlings-Vollmond am 10. April; Oster-Sonntag am 12. April

### Ausnahmeregeln im gregorianischen Kalender
Im julianischen Kalender waren die 19 im Mondzirkel enthaltenen Vollmond-Daten fix. Durch die Verschiebungen im gregorianischen Kalender sind über lange Dauer alle 30 Daten (Dauer einer Lunation, aufgerundet; voller Monat) zwischen dem 21. März und dem 19. April möglich. Früher war die späteste Ostergrenze der 18. April, spätester Ostersonntag der 25. April. Jetzt kann sich aus der Rechnung auch der 19. April als spätester Frühlings-Vollmond ergeben. Spätester Oster-Sonntag könnte der 26. April sein. Die Reform-Kommission wollte den Skeptikern des neuen Kalenders entgegenkommen und schloss durch Ausnahme-Regelung die Ausdehnung bis zum 26. April aus.
1. Ergibt sich für den Frühlings-Vollmond der 19. April (z. Zt. mit GZ=6), so wird die Ostergrenze auf den 18. April vorverschoben. Ist der 19. April ein Sonntag, ist dann dieser und nicht erst der 26. April der Ostersonntag.
2. Wird der 18. April mit einem GZ>11 (z. Zt. mit GZ=17) ermittelt, so wird die Ostergrenze auf den 17. April vorverschoben. Ist der 18. April ein Sonntag, ist dieser dann und nicht der 25. der Ostersonntag. Sonst gäbe es den Frühlingsvollmond zweimal am 18. April innerhalb einer 19er Reihe, was im Julianischen Kalender nicht vorkam.[9]

Beispiel für 1. Regel: Jahr 1981

GZ=6; SZ=2 → SB=D → Ostergrenze: Sonntag, 19. April → ergäbe ohne Korrektur Ostern am 26. April; korrigierte Grenze: 18. April → Ostern am 19. April
Beispiel für 2. Regel: Jahr 1954

GZ=17, SZ=3 → SB=C → Ostergrenze: Sonntag, 18. April → ergäbe ohne Korrektur Ostern am 25. April; korrigierte Grenze = 17. April → Ostern am 18. April

Im Jahr 1943, d. h. weniger als 19 Jahre früher, war die Ostergrenze nach Anwendung der Korrekturregel schon einmal am 18. April gewesen, sodass Ostern sehr wohl auf den 25. April gefallen war.

GZ=6; SZ=20 → SB=C → Ostergrenze: Montag, 19. April → ergäbe ohne Korrektur Ostern am 25. April; korrigierte Grenze = 18. April → Ostern auch nach Korrektur am 25. April

## Die Epakte
Die ursprüngliche fixe Zuordnung zwischen Goldener Zahl GZ und Frühlings-Vollmond ist verloren gegangen. Man muss GZ parallel zu den (An)gleichungen verschieben. Das ist in der gregorianischen Computus-Tabelle (zweimal am rechten Rand stehend) geschehen. Sie gilt für den Zeitraum zwischen 1900 und 2199. Im Vergleich zu den ursprünglichen Goldenen Zahlen GZ (linke Tabelle) stehen die verschobenen Zahlen GZ 9 Tage später.
Kontrollrechnung: +7 (Verschiebung 1582) +3 (Sonnen(an)gleichungen 1700, 1800 und 1900) -1 (Mond(an)gleichung 1800) = +9.
Beide Computus-Tabellen beginnen mit der Epakte EP, die schon im Mittelalter bekannt war, aber erst durch die Reform zu häufiger Anwendung kam. Sie ist beliebt, weil sie sich im Gegensatz zur Goldenen Zahl kontinuierlich ändert. In den Korrekturjahren wird die Epakte um ±1 geändert. Man nennt das in Anlehnung an die physische Verschiebung der Goldenen Zahlen (Verschiebung der GZ-Spalte in einer gregorianischen Computus-Tabelle) Epakten-Verschiebung. Bei Verschiebung des Monddatums auf später verringert sich die Epakte und umgekehrt. Der Jahreswert der Epakte wird in astronomischen Jahrbüchern neben dem Wert der Goldenen Zahl angegeben. Es ist aber „[…] zu beachten, dass auch bei der Epaktentheorie die goldene Zahl nicht entbehrt werden kann.“ (Bach)
Die Epakten-Reihe enthält wie die der Goldenen Zahlen 19 Werte. Sie geht von EP=29 bis EP=0, wobei nach jeder Epakten-Verschiebung 11 andere Lücken existieren. Die julianische Reihe ist fix, in ihr fehlt unter anderen EP=29 (siehe oben am linken Rand stehende Computus-Tabelle, erste Spalte). Nach Definition ist die Epakte eines Jahres das Alter des Mondes am letzten Tag des Vorjahres. Gezählt wird ab Neulicht.
Beispiel: Vollmond am 1. Januar (Alter 14 Tage), EP=13.

## Der Computus in den Gaußschen Osterformeln
Carl Friedrich Gauß (1777 bis 1855) hat den Computus, den Algorithmus der Osterrechnung, mit den Mitteln neuzeitlicher Mathematik dargestellt. Er wollte „mit seiner Regel ganz bewusst ein praktisches Hilfsmittel an die Hand geben, das ohne die Kenntnis des in ihr komprimiert und verschleiert enthaltenen computus von jedermann angewendet werden kann.“ (Graßl)